# Mónica Naranjo (álbum)
Mónica Naranjo es el nombre del álbum debut de estudio homónimo grabado por la cantautora española Mónica Naranjo. Fue lanzado al mercado bajo el sello discográfico Sony Music el 14 de junio de 1994 en España.

## Antecedentes y lanzamiento
El álbum recibió muy buenas críticas, Allmusic le dio una puntuación de un cuatro y medio sobre cinco. Finalmente el álbum es publicado en octubre del mismo año en Centroamérica, Argentina y Chile donde se publicó con el nombre de Sólo se vive una vez, esto debido al éxito del segundo sencillo del mismo nombre. Forma parte de la lista de  los 100 discos que debes tener antes del fin del mundo, publicada en 2012 por Sony Music.

## Lista de canciones
| Edición estándar |                                                     |                                     |                                   |          |  |
| N.º              | Título                                              | Letras                              | Música                            | Duración |  |
| 1.               | «El amor coloca»                                    | José Manuel Navarro                 | Cristóbal Sansano                 | 4:03     |  |
| 2.               | «Sola»                                              | Cristóbal Sansano                   | Cristóbal Sánsano, Mónica Naranjo | 4:10     |  |
| 3.               | «Óyeme»                                             | Cristóbal Sansano                   | Cristóbal Sansano                 | 4:58     |  |
| 4.               | «Supernatural»                                      | José Manuel Navarro, Mónica Naranjo | Cristóbal Sansano                 | 4:00     |  |
| 5.               | «Dame Tu Calor»                                     | Mónica Naranjo                      | Cristóbal Sansano                 | 4:52     |  |
| 6.               | «Fuego de Pasión» (Love's About to Change My Heart) | Mónica Naranjo                      | Stock, Aitken, Waterman           | 3:51     |  |
| 7.               | «Llorando Bajo la Lluvia»                           | Cheni Navarro                       | Cheni Navarro                     | 3:46     |  |
| 8.               | «Sólo Se Vive una Vez»                              | José Manuel Navarro                 | Cristóbal Sansano, Mónica Naranjo | 4:13     |  |
| 9.               | «Hoy la Luna Sale para Mí»                          | Cheni Navarro                       | Cristóbal Sansano                 | 3:14     |  |
| 10.              | «Amor Es Sólo Amar»                                 | Cristóbal Sansano                   | Cristóbal Sansano, Mónica Naranjo | 7:07     |  |
| 44:20            |                                                     |                                     |                                   |          |  |

| Edición mexicana |                                                        |          |  |
| N.º              | Título                                                 | Duración |  |
| 11.              | «Megamix» (Sola, El Amor Coloca, Sólo Se Vive una Vez) | 7:12     |  |
| 51:32            |                                                        |          |  |

## Certificaciones
| País           | Organismo certificador | Certificación | Ventas certificadas | Ref   |
| -------------- | ---------------------- | ------------- | ------------------- | ----- |
| Estados Unidos | RIAA                   | Platino       | 60 000              | [ 1 ] |